# Alexander von Rosen
Baron Alexander von Rosen (rusko Александр Владимирович Розен), ruski general baltsko-nemškega rodu, * 1779, † 1832.
Bil je eden izmed pomembnejših generalov, ki so se borili med Napoleonovo invazijo na Rusijo; posledično je bil njegov portret dodan v Vojaško galerijo Zimskega dvorca.

## Življenje
Rodil se je generalporočniku Woldermarju von Rosnu.
1. januarja 1787 je vstopil v Preobraženski polk; leta 1795 je bil kot stotnik premeščen v Azovski pehotni polk. Leta 1799 je postal adjutant Suvorova; v tej funkciji se je udeležil italijansko-švicarske kampanje (1799-1800). 17. septembra 1802 je bil povišan v polkovnika.
Udeležil se je kampanje proti Francozom leta 1805. 9. decembra 1806 je bil imenovan za poveljnika Pavlogradskega huzarskega polka, s katerim se je udeležil kampanje leta 1806-07. 11. avgusta 1810 je postal poveljnik Leib kirasirskega polka, s katerim se je udeležil patriotske vojne; za zasluge je bil 21. novembra 1812 povišan v generalmajorja. 
Leta 1816 je bil imenovan za brigadnega poveljnika v 3. dragonske divizije; poveljnik celotne divizije je postal 1. januarja 1819. 
30. marca 1822 je bil upokojen iz vojaške službe.